# Eumelea degener
Eumelea degener är en fjärilsart som beskrevs av W. Warren 1894. Eumelea degener ingår i släktet Eumelea och familjen mätare. Inga underarter finns listade i Catalogue of Life.